# SILAC
Il SILAC (stable isotope labeling by/with amino acids in cell culture) è una tecnica basata sulla spettrometria di massa che mira a rivelare le differenze quantitative nella distribuzione di proteine tra più campioni utilizzando una etichettatura di tipo non radioattivo, che fa uso di marcatori come isotopi pesanti.

## Procedura
Vengono coltivate due popolazioni di cellule in due mezzi di coltura differenti. Uno di essi contiene degli amminoacidi ordinari, l'altro invece contiene degli amminoacidi marcati con isotopi pesanti stabili, ad esempio arginina marcata con 6 atomi di carbonio-13.
In questo modo, quando le cellule crescono nel mezzo di coltura con l'arginina pesante, la incorporeranno, e di conseguenza le proteine sintetizzate conterranno a loro volta l'amminoacido marcato.
Da questo consegue che se in un campione l'arginina avrà un certo peso, nell'altro avrà un peso maggiorato di 6 Da.
Il vantaggio di questo metodo è che le proteine da entrambe le colture potranno essere mixate e raccolte in un unico campione ed analizzate contemporaneamente allo spettrometro di massa. Questo perché possiamo differenziare le proteine marcate da quelle non marcate a causa della loro differenza nella massa dovuta alla presenza dell'arginina marcata. I picchi relativi alle due proteine saranno quindi shiftati lungo la dimensione m/z.
Potremo inoltre risalire alle quantità delle due proteine nei due campioni, esaminando il rapporto tra i picchi corrispondenti proteina marcata/proteina non marcata.

## Applicazioni
- Studio di vie metaboliche;
- Studio del secretoma e delle vie di escrezione, quindi studi sulla segnalazione intercellulare;
- Studio delle modifiche post traduzionali, in particolare della fosforilazione.

## Silac pulsata
Nella tecnica pSILAC le cellule di un controllo e di un campione ad esempio crescono dapprima in due terreni di coltura di tipo light, quindi con amminoacidi non marcati, dopo verranno trattati: una popolazione di cellule viene trasferito in un terreno di coltura con amminoacidi marcati M e l'altro terreno viene trasferito invece in un terreno con amminoacidi pesanti. Il rapporto tra i picchi relativi agli isotopi pesanti e mediamente pesanti ci darà un'informazione diretta nelle differenze tra la sintesi delle proteine in una condizione e nell'altra. Questo permette di monitorare le differenze nella sintesi de novo delle proteine in un campione e nell'altro.